# Idebo
Idebo är en medeltida gård i Malexanders socken, Boxholms kommun. Gården är belägen i Ydre härad och består av 1 1/2 hemman. 1/2 hemman var militärbostad fram till 1910 och köptes då av P. J. Cederqvist. Nämndemän Erik Nilsson (1580-1633) och sonen Michel Eriksson (1606-1687) för Ydre härad bodde här.
Bengt Rääf köpte 1 hemman 1643.

## Gården

### Ägare
- 1643- Bengt Rääf
- L. G. Gyllenhammar

## Militärboställe
Bestod av 1/2 hemman.

## Torp och stugor
- Lomshultet
- Qvarnstugan
- Hästhagen
- Högstugan
- Carlstén
- Ljungstugan

### Webbkällor
- http://krafttaget.com/JohanBirath/malexander.html
- https://web.archive.org/web/20140518115803/http://vifolka.se/henriksanor/11-5_66.htm